# Brookesia griveaudi
Brookesia griveaudi este o specie de cameleoni din genul Brookesia, familia Chamaeleonidae, descrisă de Brygoo, Blanc și Domergue 1974. A fost clasificată de IUCN ca specie cu risc scăzut. Conform Catalogue of Life specia Brookesia griveaudi nu are subspecii cunoscute.